# Sitakilly
Sitakilly, a volte Sitakili o Sitakily, è un comune rurale del Mali facente parte del circondario di Kéniéba, nella regione di Kayes.
Il comune è composto da 14 nuclei abitati:
- Batama
- Dabala-Dalaya
- Diantinsa
- Djibouria
- Djidian-Kénièba
- Kambélé
- Koffing
- Linguékoto II
- Mouralia
- Sakola-Loulo
- Sékonamata
- Sitakilly
- Tabakoto
- Yatiya-Bérola